# Michael J. Larsen

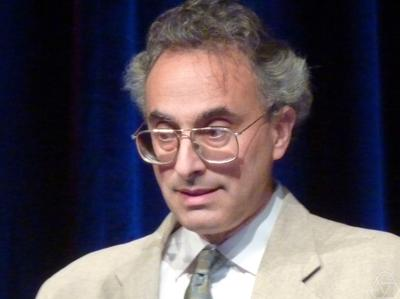
Michael J. Larsen 2013

Michael Jeffrey Larsen ist ein US-amerikanischer Mathematiker.
Larsen gewann 1977 auf der Internationalen Mathematikolympiade in Belgrad eine Goldmedaille. Er studierte an der Harvard University, wo er 1981 und 1983 Putnam Fellow war und 1984 seinen Bachelorabschluss erhielt. 1988 wurde er an der Princeton University bei Gerd Faltings promoviert (Unitary Groups and L-Adic Representations). Als Post-Doktorand war er 1988 bis 1990 am Institute for Advanced Study. Ab 1990 war er Assistant Professor und ab 1995 Associate Professor an der University of Pennsylvania und ab 1996 Associate Professor an der University of Missouri. Ab 1997 war er Associate Professor und ab 2001 Professor an der Indiana University, an der er seit 2011 Distinguished Professor ist.
Er befasst sich mit arithmetischer algebraischer und algebraischer Geometrie sowie algebraischer Zahlentheorie, algebraischen Gruppen, endlichen Gruppen, Liegruppen und Liealgebren, algebraischer K-Theorie, algebraischer Kombinatorik und kombinatorischer Gruppentheorie, Darstellungstheorie von Zopfgruppen und topologischen Quantenrechnern. Mit Noam Elkies, Greg Kuperberg und James Propp führte er planare Regionen in die Kombinatorik ein, deren Domino-Zerlegung durch generierende Funktionen beschrieben werden kann (Determinanten von bestimmten Matrizen) und die sie Azteken-Diamanten nannten (Aztec Diamonds). Ein Azteken-Diamant der Ordnung {\displaystyle n} auf einem Quadratgitter enthält alle Einheitsquadrate mit Zentren (x,y) mit {\displaystyle |x|+|y|\leq n}, wobei 4 Einheitsquadrate um den Ursprung liegen. Sie haben nach Elkies, Larsen und Kollegen {\displaystyle 2^{\frac {n(n+1)}{2}}} Domino-Zerlegungen. Das Problem hat Verbindungen zum Eis-Modell auf einem quadratischen Gitter von Elliott Lieb und Matrizen mit alternierendem Vorzeichen.

Eine von 1024 Domino-Zerlegungen eines Azteken-Diamanten der Ordnung 4

Mit Michael H. Freedman und Zhenghan Wang entwickelte er topologische Quantenrechner basierend auf Anyonen in Chern-Simons-Theorien.
Mit Richard Pink fand er 2011 einen vom Klassifizierungstheorem endlicher einfacher Gruppen unabhängigen Beweis für einen Klassifikationssatz endlicher Untergruppen der allgemeinen linearen Gruppe über Körpern beliebiger positiver Charakteristik p. Sie enthalten eine Untergruppe von beschränktem Index die aus einer einfachen Gruppe vom Lie-Typ in Charakteristik p, einer kommutativen Gruppe, deren Ordnung prim zu p ist, und einer p-Gruppe besteht. Eine Konsequenz ist, dass die endlichen einfachen Untergruppen entweder klein sind (in Bezug auf die Dimension n) oder vom Lie-Typ. Sie benutzten dabei Methoden der algebraischen Geometrie und der Theorie linearer algebraischer Gruppen. Er verallgemeinert einen Satz von Camille Jordan (1878) über Untergruppen der allgemeinen linearen Gruppe von den komplexen Zahlen (Charakteristik 0) zu Körpern beliebiger Charakteristik. Nach der Würdigung für den E. H. Moore Prize lieferten sie eine Approximation an einen konzeptionellen Beweis der Klassifikation endlicher einfacher Gruppen ohne die komplizierten Beweismethoden des Klassifikationstheorems zu benutzen. Zur Zeit der ersten Niederschrift (1998) war der Klassifikationsbeweis endlicher Gruppen noch nicht vollständig, und Pink und Larsen suchten einen Ersatz für Untergruppen von {\displaystyle GL_{n}} zum Beispiel für Galoisdarstellungen, die mit Drinfeld-Modulen verbunden sind.
1994 war er Sloan Research Fellow. 2014 wurde er Fellow der American Mathematical Society (AMS) und erhielt 2013 mit Richard Pink den E. H. Moore Research Article Prize der AMS. 2013 und 2022 wurde er Simons Fellow. 2020 erhielt er die Indiana University Bicentennial Medal.
2001 wurde er Herausgeber des Indiana University Mathematics Journal und er ist einer der Herausgeber des Journal of the American Mathematical Society.
Er gründete 2008 an der Indiana University den Bloomington Math Circle für begabte Schüler.

## Schriften
- mit Richard Pink: Determining representations from invariant dimensions. In: Inventiones Mathematicae. Band 102, 1990, S. 377–398.
- mit Noam Elkies, Greg Kuperberg und James Propp: Alternating-sign matrices and domino tilings. I. In: Journal of Algebraic Combinatorics. Band 1, 1992, S. 111–132. Arxiv
- mit Michael H. Freedman und Zhenghan Wang: A modular functor which is universal for quantum computation. In: Communications in Mathematical Physics. Band 227, 2002, S. 605–622.
- mit Michael H. Freedman, Zhenghan Wang und Zhenghan: The two-eigenvalue problem and density of Jones representation of braid groups. In: Communications in Mathematical Physics. Band 228, 1992, S. 177–199. Arxiv
- mit Michael H. Freedman, Alexei Kitaev und Zhenghan Wang: Topological quantum computation. In: Bulletin of the American Mathematical Society. Band 40, 2003, S. 31–38. Arxiv
- mit Richard Pink: Finite subgroups of algebraic groups. In: Journal of the AMS. Band 24, 2011, S. 1105–1158. (ams.org)